# وادي الذئاب غلاديو
وادي الذئاب غلاديو ((بالتركية: Kurtlar Vadisi: Gladio)‏) فيلم تركي انتج عام 2009 حقق نسب مشاهدة عالية. تدور احداث الفيلم في تركيا مباشرة بعد الجزء الثالث وقبل الجزء الرابع من المسلسل الأصلي بطولة اسكندر بيوك (الكبير) الذي يعمل على السيطرة على الدولة بعد أن قام بعمليات لصالحها، حيث يكون في السجن ويشرح للمحكمة المؤامرات ضده وضد الدولة من قبل منظمة غلاديو والاشخاص الذين تأمروا عليه وأرادوا قتله ويكشف للمحكمة أحد زعماء الغلاديو (آرون فيلر) بعد أن اعتقد انه مات فيرى تأييدا من الدولة ويفتح بابا جديدا للكشف عن مؤامرات هذه المنظمة.

## وصلات خارجية
- وادي الذئاب غلاديو على موقع IMDb (الإنجليزية)
- وادي الذئاب غلاديو على موقع ألو سيني (الفرنسية)
- وادي الذئاب غلاديو على موقع Turner Classic Movies (الإنجليزية)
- وادي الذئاب غلاديو على موقع أول موفي (الإنجليزية)
- وادي الذئاب غلاديو على موقع فيلمافينيتي (الإسبانية)
- وادي الذئاب غلاديو على موقع قاعدة بيانات الفيلم (الإنجليزية)
- وادي الذئاب غلاديو على موقع ليتربوكسد (الإنجليزية)
- وادي الذئاب غلاديو على موقع كينوبويسك (الروسية)
- مشاهدة الفيلم موقع daily motion